# Lijst van afleveringen van V.I.P.
Dit is een lijst met afleveringen van de Amerikaanse televisieserie V.I.P. De serie telt 4 seizoenen. Een overzicht van alle afleveringen is hieronder te vinden.

## Seizoen 1
| Nr. | Titel aflevering                         | Uitzenddatum VS   |
| --- | ---------------------------------------- | ----------------- |
| 1   | Beats Working at a Hot Dog Stand         | 26 september 1998 |
| 2   | What to Do with Vallery When You're Dead | 3 oktober 1998    |
| 3   | Bloody Val-entine                        | 10 oktober 1998   |
| 4   | One Wedding and Val's Funeral            | 17 oktober 1998   |
| 5   | Scents and Sensibility                   | 24 oktober 1998   |
| 6   | Diamonds Are a Val's Best Friend         | 31 oktober 1998   |
| 7   | Deconstructing Peri                      | 7 november 1998   |
| 8   | Val Got Game                             | 14 november 1998  |
| 9   | Vallery of the Dolls                     | 21 november 1998  |
| 10  | Midnight in the Garden of Ronnie Beeman  | 16 januari 1999   |
| 11  | Good Val Hunting                         | 23 januari 1999   |
| 12  | Escape from Val-catraz                   | 30 januari 1999   |
| 13  | The Last Temptation of Val               | 6 februari 1999   |
| 14  | Val Under Siege with a Vengeance         | 13 februari 1999  |
| 15  | Val on the Run                           | 20 februari 1999  |
| 16  | Thunder Val                              | 27 februari 1999  |
| 17  | The Quiet Brawler                        | 6 maart 1999      |
| 18  | K-Val                                    | 12 maart 1999     |
| 19  | Mudslide Val                             | 1 mei 1999        |
| 20  | Raging Val                               | 8 mei 1999        |
| 21  | Three Days to a Kill                     | 15 mei 1999       |
| 22  | Val the Hard Way                         | 22 mei 1999       |

## Seizoen 2
| Nr. | Titel aflevering             | Uitzenddatum VS   |
| --- | ---------------------------- | ----------------- |
| 1   | Return of the Owl            | 25 september 1999 |
| 2   | Big Top Val                  | 2 oktober 1999    |
| 3   | Ransom of Red Val            | 9 oktober 1999    |
| 4   | Dr. StrangeVal               | 16 oktober 1999   |
| 5   | The Quick and the Dead       | 23 oktober 1999   |
| 6   | Valma and Louise             | 30 oktober 1999   |
| 7   | Stop or Val's Mom Will Shoot | 6 november 1999   |
| 8   | Val Goes to Town             | 13 november 1999  |
| 9   | Mao Better Blues             | 20 november 1999  |
| 10  | Why 2 Kay                    | 27 november 1999  |
| 11  | Dangerous Beauty             | 22 januari 2000   |
| 12  | Analyse Val                  | 29 januari 2000   |
| 13  | All You Need Is Val          | 5 februari 2000   |
| 14  | New Val'd Order              | 12 februari 2000  |
| 15  | Vallery's Secret             | 19 februari 2000  |
| 16  | Hard Val's Night             | 26 februari 2000  |
| 17  | Third Eye Blond              | 1 april 2000      |
| 18  | Val's on First               | 8 april 2000      |
| 19  | Val Point Blank              | 29 april 2000     |
| 20  | Franco in Love               | 6 mei 2000        |
| 21  | Lights, Camera, Val          | 13 mei 2000       |
| 22  | Ride of the Valkries         | 20 mei 2000       |

## Seizoen 3
| Nr. | Titel aflevering          | Uitzenddatum VS   |
| --- | ------------------------- | ----------------- |
| 1   | Survi-Val                 | 7 oktober 2000    |
| 2   | Loh-Down Dirty Shame      | 28 september 2000 |
| 3   | For Val's Eyes Only       | 21 oktober 2000   |
| 4   | V.I.P., R.I.P.            | 28 oktober 2000   |
| 5   | Throw Val from the Train  | 4 november 2000   |
| 6   | Run, Val, Run             | 11 november 2000  |
| 7   | Magnificent Val           | 18 november 2000  |
| 8   | ExValibur                 | 25 november 2000  |
| 9   | Get Vallery               | 13 januari 2001   |
| 10  | Bodyguards                | 20 januari 2001   |
| 11  | Val in Space              | 27 januari 2001   |
| 12  | Val Squared               | 3 februari 2001   |
| 13  | Val on Fire               | 10 februari 2001  |
| 14  | A.I. Highrise             | 17 februari 2001  |
| 15  | Val in Carnation          | 24 februari 2001  |
| 16  | Goodfidellas              | 7 april 2001      |
| 17  | Amazon Val                | 14 april 2001     |
| 18  | Val Under Covers          | 21 april 2001     |
| 19  | Aqua Valva                | 28 april 2001     |
| 20  | Molar Ice Cap             | 5 mei 2001        |
| 21  | It's Val's Wonderful Life | 12 mei 2001       |
| 22  | Val's Big Bang            | 19 mei 2001       |

## Seizoen 4
| Nr. | Titel aflevering            | Uitzenddatum VS   |
| --- | --------------------------- | ----------------- |
| 1   | 21 Val Street               | 22 september 2001 |
| 2   | Chasing Anna                | 29 september 2001 |
| 3   | Holy Val                    | 6 oktober 2001    |
| 4   | Millennium Man              | 13 oktober 2001   |
| 5   | South by Southwest          | 20 oktober 2001   |
| 6   | Valzheimer's                | 27 oktober 2001   |
| 7   | The Uncle from V.A.L.       | 3 november 2001   |
| 8   | Pen Pal Val                 | 10 november 2001  |
| 9   | Kayus Ex Machina            | 17 november 2001  |
| 10  | Crouching Tiger, Hidden Val | 24 november 2001  |
| 11  | Saving Private Irons        | 19 januari 2002   |
| 12  | Diagnosis Val               | 26 januari 2002   |
| 13  | Val Cubed                   | 2 februari 2002   |
| 14  | The K Files                 | 9 februari 2002   |
| 15  | 48 1/2 Hours                | 16 februari 2002  |
| 16  | Dude, Where's My Party?     | 23 februari 2002  |
| 17  | Kiss the Val                | 13 april 2002     |
| 18  | Miss Con-Jeannie-Ality      | 20 april 2000     |
| 19  | Sunshine Girls              | 27 april 2002     |
| 20  | True Val Story              | 4 mei 2002        |
| 22  | Valley Wonka                | 18 mei 2002       |